# 鬼媽媽 (韓國電影)
《鬼媽媽》（韓語：고스트 맘마）為1996年韓國浪漫奇幻電影，由韓智承執導，崔真實、金勝友主演。
本片是韓智承首次執導的電影處女作。

## 劇情介紹
故事講述仁珠與智錫原本是一對非常恩愛的夫妻，然而，仁珠在一次車禍中不幸去世。失去仁珠之後，心痛的智錫每天借酒消愁，在一次酒醉後，竟想尋死追隨死去的妻子，就在此時，已是鬼魂的仁珠回來智錫身邊。但是，只有智錫才能看到仁珠。於是，幸福的生活又再開始了⋯

## 演員陣容
- 崔真實 飾 車仁珠
- 金勝友 飾 尹智錫
- 朴相兒（朝鲜语：박상아） 飾 徐銀淑
- 權海驍 飾 邊周浩

## 獎項
| - 第35屆大鐘獎（1997年） - 「最佳男主角獎」：金勝友 - 「最佳女主角獎」：崔真實 - 「最佳女配角獎」：朴相兒 - 「最佳劇本獎」：呂慧英 - 「最佳企劃獎」：黃京性 - 「最佳新導演獎」：韓智承 - 「最佳女新人獎」：朴相兒 - 第18屆青龍電影獎（1997年） - 「最佳電影獎」 - 「最佳男主角獎」：金勝友 - 「最佳女主角獎」：崔真實 - 「最佳女配角獎」：朴相兒 - 「最佳新導演獎」：韓智承 | - 第33屆百想藝術大獎－電影部門（1997年） - 「女子人氣獎」：崔真實 |

## 外部連結
- 互联网电影数据库（IMDb）上《鬼媽媽》的资料（英文）
- 韩国电影数据库（KMDb）上《鬼媽媽》的資料